# Ficus ixoroides
Ficus ixoroides är en mullbärsväxtart som beskrevs av Edred John Henry Corner. Ficus ixoroides ingår i släktet fikonsläktet, och familjen mullbärsväxter. Inga underarter finns listade i Catalogue of Life.